# Henri de Laborde
Henri de Laborde (Delaborde) – francuski szermierz. Brał udział w Letnich Igrzyskach Olimpijskich 1896 w Atenach i Letnich Igrzyskach Olimpijskich 1900 w Paryżu. 
W 1896 roku de Laborde rywalizował w turnieju floretowym. Zajął trzecie z czterech miejsc w swojej grupie wstępnej po wygraniu jednego pojedynku z Joanisem Pulosem i przegraniu pozostałych dwóch z Henrim Callotem i Periklisem Pierakosem-Mawromichalisem. To dało mu piąte miejsce ogółem, ex aequo z Konstantinosem Komninosem-Miliotisem, który był trzeci w drugiej grupie wstępnej.
W 1900 wystąpił w turnieju szpadzistów, ale odpadł w fazie eliminacyjnej.